# Diana Abgar

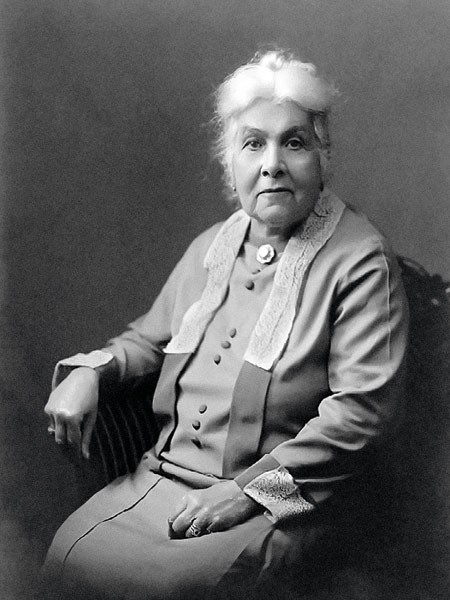
Diana Abgar im Alter

Diana Abgar, auch Diana Abkar (armenisch Դիանա Աբգար Diana Apgar; * 12. Oktober 1859 in Rangun, Birma; † 8. Juli 1937 in Yokohama, Japan), war eine armenische Schriftstellerin und Diplomatin. Sie war ab 1920 für die kurzlebige Demokratische Republik Armenien Honorarkonsulin in Japan. Sie war die erste armenische Diplomatin und wohl auch eine der ersten Diplomatinnen überhaupt.

## Leben
Diana Anahid Aghabekyan wurde in 1859 in Rangun (heute Myanmar) geboren. Ihr Vater war Indo-Iraner und aus dem iranischen Dschulfa nach Südostasien ausgewandert. Abgars Mutter Avet stammte aus der Region Schiras in Persien. Abgar war das jüngste von sieben Kindern der Familie. Sie wuchs in Kalkutta auf und besuchte eine Klosterschule. Als 26-Jährige heiratete sie Michael Abgar, dessen Familie aus der Heimat ihres Vaters stammte. Das Paar bekam fünf Kinder, von denen aber nur drei überlebten.
Die Familie der Abgars war in Südostasien mit dem Handel von Reis und Schellack reich geworden. 1891 zog Diana Abgar mit ihrem Mann nach Japan, wo der eine Filiale des Familienunternehmens aufbauen wollte. Nach dem plötzlichen Tod ihres Mannes im Jahr 1906 musste Diana Abgar das Familienunternehmen weiterführen. Nachdem ihr Sohn das Unternehmen übernommen hatte, hatte Abgar wieder mehr Zeit. Sie begann für zahlreiche Zeitungen und Zeitschriften zu schreiben und fokussierte sich dabei vor allem auf das Thema „Unterdrückung“. Sie schrieb dabei viel über die Notlage der Armenier im Osmanischen Reich, um mehr Aufmerksamkeit für die Armenier zu erreichen. Bis 1920 hatte sie neun Bücher zum armenischen Genozid geschrieben. Außerdem schrieb sie zahlreiche Artikel zu den internationalen Beziehungen und zu den Auswirkungen des Imperialismus auf das Weltgeschehen und den globalen Frieden. Mehrfach half Abgar armenischen Flüchtlingen, die aus dem osmanischen Reich geflüchtet waren, über Sibirien in die USA auszureisen.
Als die erste Republik Armenien am 28. Mai 1918 unabhängig wurde, wurde das neue Land von keinem Staat anerkannt. Durch die Bemühungen Abgars war Japan 1920 eines der ersten Länder, das diplomatische Beziehungen zu Armenien aufnahm. Schon während dieser Bemühungen ernannte sie der Außenminister Armeniens, Hamo Ohandschanjan, zur Honorarkonsulin in Japan. Nach dem politischen Umbruch des Landes und der Gründung der Armenischen Sozialistischen Sowjetrepublik wurde ihre Position allerdings bald abgeschafft.
Im Alter bekam Diana Abgar zunehmend gesundheitliche Probleme. Sie starb am Morgen des 8. Juli 1937 an den Folgen ihrer Erkrankungen und wurde auf dem Friedhof für Ausländer neben ihrem Mann bestattet.

## Werke
- Susan. Kelly and Walsh Limited, Yokohama 1892
- Home Stories of the War. The Kaneko Printing Works, Kobe 1905
- The Truth about the Armenian Massacres. Japan Gazette, Yokohama
- Betrayed Armenia. Japan Gazette Press, Yokohama 1910
- In His Name... Japan Gazette, Yokohama 1911
- Peace and No Peace. Japan Gazette Press, Yokohama 1912
- The Peace Problem. Japan Gazette Press, Yokohama 1912
- The Great Evil. Japan Gazette Press, Yokohama 1914
- On the Cross of Europe’s Imperialism: Armenia Crucified. Yokohama 1918